# Les Défenseurs du jardin botanique
L'ASBL Les Défenseurs du jardin botanique, présidée par Georges Hulin de Loo, regroupait des associations telles : la classe des arts de l'Académie royale de Belgique, les Amis de Bruxelles, la Société de Botanique (devenue depuis la Société royale de Botanique de Belgique), l'Union des géomètres-experts de Bruxelles, etc.